# XIII機関
XIII機関（じゅうさんきかん、Organization XIII）は、スクウェア・エニックスのコンピュータゲーム『キングダム ハーツ シリーズ』に登場する架空の組織である。キャラクターデザインはシリーズのディレクター・野村哲也による。
なお、この項目ではノーバディ（Nobody）についても併せて記述する。

## 登場作品
- キングダム ハーツ ファイナル ミックス （KHFM）
- キングダム ハーツ チェイン オブ メモリーズ （COM）
  - キングダム ハーツ Re:チェイン オブ メモリーズ （Re:COM）
- キングダム ハーツII （KH2）
  - キングダム ハーツII ファイナル ミックス （KH2FM）
- キングダム ハーツ 358/2 Days （Days）
- キングダム ハーツ コーデッド （coded）
  - キングダム ハーツ Re:コーデッド （Re:coded）
- キングダム ハーツ バース バイ スリープ （BbS）
  - キングダム ハーツ バース バイ スリープ ファイナル ミックス （BbSFM）
- キングダム ハーツ 3D ［ドリーム ドロップ ディスタンス］（3D）
- キングダム ハーツIII (KH3)
- キングダム ハーツ ダーク ロード (DR)

以下は作品名をカッコ内の略称で記す。

## 概要

### ノーバディ
闇に心を奪われてハートレスになった人間が、善悪に関わらず強い心や思いを持っていると、稀に生まれ落ちることがある生物。心が失われる際に本来なら肉体と魂は消滅するが、その残された肉体と魂がまた異なる世界で生まれ落ち、ノーバディとなる事がある。
人間だった頃の記憶が残っており、意思を持ったかの様に行動するが、感情は存在せず、フリをしているだけである。外見は人に近い形を模っているものが多く、色合いは全体的に白や銀色が多い。またハートレスは丸みを帯びた形を持っているのに対し、ノーバディは鋭利な形を持っている。更には関節や重力を一切無視した不気味な動きを取ることが可能。数はハートレスの様に大量には存在しないが、その分一個体の戦闘力はハートレスより高い。本能的に行動するハートレスとは違いノーバディはある程度の知性を持ち、XIII機関の手により統率的な行動を取っている。また、XIII機関の中に裏切者が現れた場合、下級ノーバディはその関係をすぐに断ち切って彼らの始末に赴く。
「存在しない者」「（存在するだけの）誰でもない者」「抜け殻」など様々な呼称がある。光でも闇でもない狭間に位置する不完全な存在で、生まれても程なく闇に溶けてしまう。シンボルマークは「逆さまにしたハートと十字架を組み合わせたような形」で、ハートが一部欠けているのは心がないことを表している。このシンボルマークは、ゼムナスが自身の人間時代の記憶から考案したもので、ゼムナスの本体のひとりであるテラが身に着けていたエラクゥス一門の紋章がモデルになっている。存在しない者という呼称からか「死」という概念はなく、その最期には「消滅」と呼ばれる。ただし、後年のシリーズ作品ではノーバディに限らず「死」の概念が存在しない世界観となっており、普通の人間であっても最期は「消滅」するように描写されている。
ハートレスがキーブレードによって倒されて心が解放され、ノーバディが「消滅」することによって、元の人間として再生することができる。ゼクシオンはリク＝レプリカに吸収され、アクセルは自爆によって消滅したがどちらも再生できているため、ハートレスと違ってノーバディが倒される手段は問われない模様。元より人間時代の記憶を保持しているため、再生の際にはノーバディ時代の記憶をそのまま受け継いで人間に戻る。但し、本体とは独立した自我を持つロクサス、ナミネ、ゼムナスはこれらの例には当てはまらない。
本来なら、その出自故に元となる人間とそのノーバディが同時に存在することは有りえないが、ロクサスとナミネは特殊な出自のため人間だった頃の記憶を持たず、本体であるソラとカイリが存在している中で同時に存在していた。彼らにとって本体との接触は、本体の中に戻る事を意味している。

### XIII機関
人がハートレスになる時、特に強い心を持った者は、人であった頃の面影を残したままノーバディとなることがある。XIII機関はそのような13人のメンバーで構成されている組織で、下級ノーバディを支配・統率しながら、目的を達成するために数々の世界で暗躍している。特徴としては皆同じ黒いコートを着ていて、それぞれが専用の武器・司る属性・専属の配下ノーバディを持ち、人間だった時の名前に異端の印である「X」を足してアナグラムにしたものを新たな名前としている。黒いコートは“闇の回廊”を使う際に、闇の侵食から逃れるための防御服である。普段はコートに付いているフードを被り、顔を隠していることが多い。これらは指導者であるゼムナスの人間時代（マスター・ゼアノートとテラ）の記憶に由来しており、黒いコートは元々マスター・ゼアノートが使用していたもので、機関員に「X」を入れた名前を名乗らせるのはマスター・ゼアノートの「χブレード」への拘りに起因している。機関が使うノーバディのシンボルマークは、マスター・エラクゥスの弟子だったテラたちが身に着けていたシンボルを逆にしたものである。
感情があるような振る舞いを見せるが、実際は心を持たないため、人間だった頃の記憶に基づき感情があるフリをしている不完全な存在であるとされる。『Another Report』によると、「ノーバディは心を持たず、記憶によって人格や感情を形成する」とも言及されている。それを脱するために「存在しなかった世界」にそびえる巨大な城を本拠地とし、キングダムハーツを作り出して心を手に入れ、完全な存在になるための様々な実験や研究を行っている。通常、ハートレスはキーブレードで倒すことで心が放出され、放出された心はやがて元の人間の姿へと戻るのだが、彼らが完成を目指す「人の心のキングダムハーツ」とは、その放出された心を大量に集合させることで完成するものである。そのためハートレスを倒しても心が元の場所へ帰れなくなってしまうことと、同時に不特定多数の心を捕らえ我がものとすることで、世界に大きな悪影響を及ぼしている。
「感情」に支配されるのを拒みノーバディになったが、心を失ったことが大きな損失であったと後に気づいたという記述が『Days』で明かされており、キングダムハーツを完成させ心を手に入れようと画策している。『KH』の本編開始から何年か前に、ゼアノートを始めとした賢者アンセムの6人の弟子たちのノーバディによって結成され、その数を13人にまで増やし活動してきた。ナンバーは加入した順番に振り分けられるので、若いナンバーほど古参ということになる。最初期のメンバーは前述の通り6人のノーバディで、そこから順次メンバーが追加されていった。また、ナンバー14のシオンはあくまでもヴィクセンによって作られた「人形」という位置づけであり、正規メンバーではない。ナンバーと実力は必ずしも一致している訳ではなく、ナンバーが若いからといって機関内での立場が高いとは限らないという。ディレクターの野村によれば戦闘力ではゼムナスが最も強く、次いで上位に入るのがザルディンとレクセウス、そしてロクサスも潜在能力を含めるとかなり強い分類だという。
ノーバディは年を取らないため、機関員の年齢はノーバディになった時点での外見年齢のままになる。本編および公式設定等で明らかになっているのは、ロクサス（とナミネ）は14歳で機関の中では最年少、ゼムナスは30歳程度である。小説版では、アクセルとサイクスはロクサスとは10歳近く離れているらしく、ロクサスが加入するまではゼクシオンが最年少だった。
なお作品中ではメンバーが勢揃いしたことがほとんどなく、全員揃っていたのもシオン加入時からヴィクセン消滅時までの3週間だけと短かった。「XIII機関」という名はナンバー13のロクサスが入って13人になった時点でそう呼ぶようになったためで、基本的にメンバーは属する組織の事を「機関」と言う。
イェンツォの口ぶりから、人間に戻るとノーバディの頃のような力（闇の回廊の移動など）は失われる模様だが、リアは人間に戻った後も闇の回廊を使っており、これが能力を保持していたのか新たに会得したのかは不明。

### 真相
ゼムナス（ゼアノート）がXIII機関を結成した真の目的は、マスター・ゼアノートがΧブレードとキーブレード戦争を再来させるためには7人の純粋な光の存在（セブンプリンセスやキーブレード使いなど）と13人の純粋な闇の存在が必要で、その意思を引き継いでいたゼムナスは「人の心のキングダムハーツ」を媒介とし、13人の抜け殻の器に同じ心（ゼアノートの心）を植え付けて、13人のゼアノート（すなわち、「13人の闇の探求者」）を造り出そうとしたものだった。集めたメンバーのほとんどは独自の目論みなどから意向に沿わない者ばかりで、候補に挙がっていたロクサスもソラの中に帰ったことで器としては確保できなかったが、実際はシグバール、サイクスを含めてゼムナスが選んだ半数程が真のXIII機関に加わっている（ただし、最初に賢者アンセムの弟子となった8人とロクサスを除いたナンバー9～12の4名を加えたのは、その中から古のキーブレード使いを見つけ出すという、また別の目的が存在していたからである）。
また、ゼムナスによれば「心」とは芽生え育むものであり、例え心がハートレスとなり肉体が抜け殻になったノーバディであっても、個体差はあれ心を持つものであると語っている。しかし、この事実は前記の真の目的のためには知られては不都合であったため、「ノーバディに心はない」と偽り、機関員が「人の心のキングダムハーツ」を求めるように仕向けた。
（Days）漫画版によれば、ダスクの中には、恋愛感情に芽生える者がいることから、通常のノーバディの中にもある程度の心と感情に目覚める者がいることを示唆されている。

#### シリーズでの活躍
組織の登場は『COM』『KH2』『Days』となり、シリーズで最も過去の物語である『BbS』にはかつて人間だった頃の機関メンバーが数名登場した。『KHFM』でのゼムナス（発売当初は謎の男として）の登場を皮切りに表向きの行動を開始し、ソラやリクの前に立ち塞がる。しかしソラやリクに敗れる他、仲間の裏切りや別の敵に敗れる等で『COM』で5人が消滅、『KH2』では残った8人のうち7人が消滅。対となるハートレスも既に倒されていたためにいずれも普通の人間へと戻り、残る1人であるロクサスも元の存在であるソラへ還元した事で、組織としては壊滅したといえる。しかし「倒される＝人間に戻る」という事はゼムナスの打倒によって全ての元凶たるマスター・ゼアノートが再生する事も意味し、『3D』にて人間として再生を遂げたマスター・ゼアノートを筆頭に、メンバーの大半を変更し、「真のXIII機関」として再結成されたことで、世界に再び影を落とすことになる。
ナンバー13のロクサスが主人公となった『Days』ではXIII機関という組織そのものが大きくフィーチャーされ、ロクサスが機関の一員としてハートレスを倒し、キングダムハーツを完成させるための心を集めていく機関の日常が描かれた。ハートレスの討伐やワールドの調査といったミッションをサイクスから受領し、単独もしくはメンバーと組んで遂行するのが多くの機関メンバーの仕事なのだが、他のワールドへ赴く際には怪しまれないよう行動することを念頭に置く秘密主義に近いものがあったようである。しかし怪しまれなければそれでいいと、敢えてその世界の住民と接する者もいた。その中で、機関メンバーそれぞれが与えられた任務をこなしつつ、その内部には様々な思惑が絡み合っている様子がうかがえた。ゲーム最序盤では、叱咤激励を交えつつロクサスの面倒を見ており、一部を除き機関メンバーは面倒見がいいということも明らかにされた。なお『Days』ではマルチプレイが可能なミッションモードにおいて、ゼムナスからシオンまでの機関メンバー全員を操作することができる。
『KH2FM』では、『COM』で倒されたメンバーの武器にその存在の影が焼き付いた「アブセント・シルエット」がワールドの各地に出現し、バトルを挑むことができる。さらに、ダンジョン「追憶の洞」の最奥地にある「集積の庭園」において、シオンを除く、13人のメンバー全てと再戦できるようになった。「リミットカット版」などと通称される彼らはデータ上の存在であるためかなり強化されており、ディレクターの野村曰く、「ここでの強さがXIII機関の本当の強さだと思ってほしい」とのこと。その強さは『KH2』では最強のボスであったセフィロスを超えるほどである。『KH3』のダウンロードコンテンツ「ReMIND」では真XIII機関のリミットカット版との戦闘が可能であり、同様にかなり強化されている。

## キャラクター
XIII機関を構成するメンバー、およびそのノーバディ化する前の人物を以下に記す。「声」は日本語音声 / 英語音声の順。

### メンバー
ゼムナス（Xemnas）
声 - 若本規夫 / ポール・セント・ピーター
機関員ナンバー1。称号は「狭間の指導者」。XIII機関のリーダーを務め、エアリアルブレードを武器とする。キーブレードの力によってハートレスを倒した際に解放されるハート（人の心）を集め、キングダムハーツを完成させ完全な存在になるのを目的とする。そのために機関ではロクサスを利用し、さらに「レプリカ計画」でキーブレード使いの確保を目論んでいる。その他にも、ホロウバスティオンの地下深くにある「眠りの部屋」にある鎧に会いに行ったり、この部屋と対を為し忘却の城に存在すると言われている「目覚めの部屋」を探していたりと、機関全体の目的からは外れた誰も知らない思惑を内に秘めている。自身の片割れである「闇の探究者アンセム」とは協力関係にある訳ではないようである（他のノーバディ達は片割れとなるハートレスの存在が明言されていないが、彼はその片割れがシリーズ中で明確に登場している数少ないノーバディである）。『KH2』のラストボス。
名前の由来はアンセム（Ansem）にXを足したもので、彼のノーバディ化する前の姿はアンセムと名乗ったゼアノートだが、そのゼアノートも元を辿ればテラがマスター・ゼアノートに憑依された姿である。そのため、厳密に言えばゼムナスは「テラとマスター・ゼアノートのノーバディ」とも言える存在であり、二人の記憶が混合している節がある。ゼアノートのハートレスがマスター・ゼアノートの影響を強く受けているのに対し、ノーバディであるゼムナスはアクアの鎧を「友」と呼び、ヴェントゥスが眠る「目覚めの部屋」を探し求めているなど、言動にはテラだった頃の面影が垣間見える。ソラの記憶改竄の影響を受けて昏睡状態に陥ったロクサスを、かつて同じように眠りについていたヴェントゥスと重ねて見ていたようであり、シオンの姿は時折ヴェントゥスに見えることがあるとレポートで語っていた。自身を「本来の姿」と称しており、これが｢テラがマスター・ゼアノートを排除して体を取り戻した｣という意味なのか、「計画通りにテラの体を支配することに成功した」ことを指すのかは不明。
ソラがハートレスとなった時に生まれ落ちたノーバディ・ロクサスを機関のメンバーに加え、その6日後、ソラの力量を計るために単身ホロウバスティオンを訪れ、ソラたちと剣を交えた。グーフィーに「アンセム？」と問われ「懐かしい響きだ」と答えていた。この戦いの後に闇の海岸でロクサスに「彼に会ってきた。彼は君に良く似ている」「君が機関に入ってもう6日が経った」と伝えている。ソラが1年間の眠りから目覚めた後、機関メンバー5人を引き連れてホロウバスティオンに顔見せに現れている。またホロウバスティオンに大量のハートレスとノーバディが襲来した際に再び現れており、ハートレスがソラたちによって倒されているのを見届けて姿を消した。その後、存在しなかった世界でキングダムハーツが完成間近となり、用済みとなったソラを始末しようと機関のメンバーを次々と仕向ける。ソラと機関の戦闘の隙に賢者アンセムの手によりキングダムハーツを分解されてしまい、不完全なキングダムハーツと一体化し、鎧を身にまとったり、巨大なドラゴンを操るなど幾度も戦いを挑んでくるも、最後はソラとリクのコンビネーションの前に敗れて消滅した。
時系列としては消滅した後にもかかわらず、ソラがマスター承認試験で眠りに閉ざされた世界を冒険する中、ゼムナスは様々な世界に現れソラに意味深な言葉を投げかけてくる。その正体は時を越える能力を持つヤング・ゼアノートにより、マスター・ゼアノートの器たる真のXIII機関結成のために『KH2』の時間軸から呼び寄せられた存在であった。彼は既に12人が揃った機関の一員であり、ソラを13人目の器とするためにヤング・ゼアノートやシグバールらと共に暗躍するが、リクと王様、リアの力によりソラを失い、元の時間へと再び戻っていった。
『Days』でのストーリーモードではイベントを除いては登場しないため、他の機関員のように会話はできない。ストーリークリア後に閲覧できるシークレットレポートによると、マールーシャらの反逆の兆しには気づいており、サイクスを通してアクセルに反逆者を始末するよう指令を出していた。このため、忘却の城の地上側に反逆者予備軍と暗殺者を、地下には研究者時代より信頼を置いている古参メンバーを送り込んだ。同時にサイクスやアクセルの暗躍にも気づいていたようだが、そちらはそこまで関心はなかった模様。この時アクセルには、暗殺任務とは別に「目覚めの部屋」を捜索するという極秘任務をサイクスを通して与えていた。また、キングダムハーツは彼にとって大いなる目的のための手段の一つでしかないことも記されており、他のメンバーと違いキングダムハーツを手に入れ完全な存在になることは、真の目的の通過点に過ぎなかったらしい。
シグバール（Xigbar）
声 - 大塚芳忠 / ジェームズ・パトリック・スチュアート
機関員ナンバー2。称号は「魔弾の射手」。武器は固形の光エネルギーを弾として撃つガンアローと呼ばれる銃。白髪が混じった髪を一つに結んでおり、右眼に眼帯を付けており、左頬に大きな傷がある。性格は軽く挑発的で、人の話を盗み聞く、与えられた仕事を他人に任せるなど掴み所がない。よく語尾に「〜ってハナシ」とつける。機関では主に新たなメンバーの探索の任務に就いており、マールーシャをスカウトしたのも彼（小説版ではラクシーヌもスカウトしている）。かなりの情報通で、機関のことも独自の視点を持って見ており、ゼムナスがキングダムハーツの完成以外に目指しているものがあること、ゼムナスが求める「目覚めの部屋」とそこにいる「もう一人の友」の存在についても察していたようで、ゼクシオンに対してゼムナスの真の目的を知っているかのように語りかけていた。そのため他の機関員の中でも強い発言力を持っていた。
ロクサスが機関に所属していた頃は彼を「子猫ちゃん」「坊や」、シオンを「ぷーちゃん」とからかい半分に呼んでいた。シオンのあだ名である「ぷーちゃん」はフランス語で「人形」を意味する「poupée」（プペ）からきている。また、見る人によって外見が変化して映るシオンと対峙した際、その姿がヴェントゥスに映ったり、ロクサスの成長を見て「奴(おそらくヴェントゥス)そっくりの顔をして同じようにキーブレードをふるう」と自分のレポートに記していることから、ロクサスに対してかなりの関心を持っていたようであり、成長を確かめる為に自ら闘技場に出てロクサスと戦った際、この行動には、任務に同行していたデミックスでさえ唖然としていた。また、シオンに続いてロクサスまで機関を抜け出したことを知った時には、大いなるキングダムハーツの意志がゼアノートを拒絶しているかのようだと表現していた。本来「レプリカ計画」について知らされていなかった一人だが、『Days』の中盤にはその情報に加えてメインコンピューターへの不正アクセスの犯人、ナミネの行方についての情報も独自に得ており、報告するサイクスをからかっていた。また、『Days』終盤にはゼムナス、サイクスと共に「レプリカ計画」に関わっている。
初めてソラと対面したホロウバスティオンでは、「あいつもそんな目で俺を見ていた」と彼にとっては不可解な言葉を投げかけ、惑わせるような態度を見せた。また後にザ・ランド・オブ・ドラゴンに現れ、龍脈と呼ばれるエネルギー体をハートレス化し、ハートレス「ストームライダー」をソラたちと戦わせた。存在しなかった世界でソラ一行を始末しようと直接対決を仕掛けてくるが、逆に敗れて消滅する。ソラの「どうして俺がロクサスなんだよ！」という問いに対し彼は、「混乱してろ」とだけ言い放った。ソラの実力は「さすがはキーブレードに選ばれし者と呼ばれるだけのことはあるが、今までのキーブレード使いに比べると随分とお粗末」と評している。
元の姿はブライグ（Braig）。ノーバディ化する前の賢者アンセムの弟子時代は、顔に傷がなく目の色は黒で、白髪もなく飄々とした風貌をしていた。当時から瞬間移動や空中で逆さまに立つ能力を持っていた。マスター・ゼアノートと何らかの取り引きを行い、彼と一芝居打ちテラの闇を引き出そうとするが、テラが解き放った闇の力が顔面をかすめ、右眼と左頬に大怪我を負う。キーブレード墓場で行われた決戦にも参加しており、アクアと氷漬けになったヴェントゥスの前に現れた時、以前黒い目をしていたはずの彼の眼はマスター・ゼアノートと同じように金色になっていた。マスター・ゼアノートがテラと戦う時間稼ぎをするためアクアと戦い、その後撤退して姿を消す。マスター・ゼアノートに憑依されたテラがアクアに敗れた後に倒れていたところを発見したのも彼で、髪が銀髪に変化し、名前を尋ねられて「ゼアノート」と名乗るテラを見て不敵な笑みを浮かべた。しかし、ゼアノートが本当に記憶喪失になっていたのは想定外だったらしく、「ゼアノート」の中にテラがいる事も薄々勘付いていた模様。
『3D』では存在しなかった世界でその姿を現し、ソラに自分達の目的を明かした。彼もまたXIII機関結成の真相を知っている者であり、13人のゼアノートの器の『一人』である。彼曰く「既に半分はゼアノート」らしく、金に変化した眼や髪に白髪（正確には銀髪）が混じっているのはその影響である。ソラを13番目の器として仲間に加えようとしたがソラがキーブレードの自らの力を示した時、その強固な意志に狼狽え撤退する。その後、真のXIII機関の一員に加わる。
『Re:coded』HD 2.5 リミックス版の追加ムービーにて、リアや賢者アンセムの弟子たちと同じくレイディアントガーデンの研究室で復活していたことが判明。彼らよりも先に目を覚ましており、ヤング・ゼアノートに「俺は俺の目的に向かうさ」と話していた。
ザルディン（Xaldin）
声 - 秋元羊介 / デビッド・ダイアン・フィッシャー
機関員ナンバー3。称号は「旋風の六槍」。称号通り風の力で六本のランスを同時に操る。外観に似合わず弁舌に長ける扇動家であり、言葉巧みに相手の心理を操る話術を用い、命令に従わない者には実力行使に出る一面もある。ビーストの心の強さに目を付けており、ビーストキャッスルでビーストを唆して彼のハートレスとノーバディを手に入れ、仲間に加えようとしていた。ソラが目覚めてから本格的に動き始め、最終的にはベルと魔法のバラを強奪してベルの身体に触れ続けることでビーストを逆上させるという手段に出たが、隙を突かれてバラごとベルを取り逃がし、ソラたちとの戦いにも敗れて消滅した。なお、機関メンバーの中でディズニー作品をモチーフとしたワールドで消滅したのは彼だけである。
元の姿はディラン（Dilan）。賢者アンセムの弟子時代はその体躯を生かし、槍を手にエレウス（レクセウスの人間の時の姿）と共にレイディアントガーデンの城の門番を務めており、『BbS』のエンディングでは城に忍び込んだリア（アクセルの人間の時の姿）とアイザ（サイクスの人間の時の姿）をつまみ出していた。また、ゼアノートと共に発見されたアクアの鎧とキーブレードを回収したのは彼である。ディランのハートレスも倒されていたことによりレイディアントガーデンで人間に再生したが、エヴェンと同じく容態が安定しておらず安静をとらされていた。
ヴィクセン（Vexen）
声 - 野沢那智→千葉繁 (KH3)/ デレク・スティーヴン・プリンス
機関員ナンバー4。称号は「い（凍）てつく学究」。武器はシールドで氷魔法も使う。優秀な科学者であり、機関の行う研究や実験は彼に一任されていた。機関の中では古株で下位ナンバーの面々には自らの権威を誇示するような態度を取りがちな反面、指導者であるゼムナスを恐れ「ゼムナス殿」と呼んでいる。下位のメンバーでも、レクセウスに対しては力の差を感じているのか、言動を注意されると渋々ながら従う描写がある。
忘却の城ではレクセウス、ゼクシオンと地下階管理を任されていた。ゼクシオンの策に従い、ソラを手に入れようと画策するマールーシャらに対抗してリクを手に入れようとする。リクとの交戦データから「レプリカ計画」の技術を用い、リク=レプリカを作り出した。リクと一度手合わせをしたことで自信をつけた彼と共に地上階に赴き、ソラに対して何度もリク=レプリカをぶつけるが、レプリカが予想以上に自我を持ってしまったために言う事を聞かなくなり、実験と称した彼のソラ打倒作戦は失敗してしまう。この責をマールーシャに追及され、「ゼムナスに報告されたくなければソラを倒せ」と持ちかけられ（『Re:COM』では、マールーシャの挑発を受けたヴィクセンによる独断行動に変更されている）、ソラに「ソラの裏の記憶」、つまりロクサスの記憶から作られたトワイライトタウンのカードを渡す。しかしソラたちにも敗れ、ナミネの能力とマールーシャの狙いを暴露する事で計画の進行そのものに支障を来たさんとしたが、マールーシャの命令を受けて現れたアクセルに始末され、XIII機関最初の犠牲者となった。『Days』ではほとんどの機関員に教えられていない「レプリカ計画」の一端を担う重要な役割を任じられていたが、ここで消滅したために計画にズレが生じてしまい、機関は計画の変更を余儀なくされた。
元の姿はエヴェン（Even）。賢者アンセムの弟子時代から科学者として活躍していた。ヴィクセンは傲慢な性格だったが、エヴェンであった当時はイエンツォ（ゼクシオンの人間時代の姿）を助けたヴェントゥスにしっかりと礼を述べるなど礼儀正しかった。ヴェントゥスと長い付き合いになると予感し、ロクサスとソラに出会う。エヴェンのハートレスも倒されていたことによりレイディアントガーデンで人間へと再生したが、容態が安定していないためディランと共に安静をとっていた。
レクセウス（Lexaeus）
声 - 立木文彦 / デイヴ・ボート
機関員ナンバー5。称号は「静かなる豪傑」。柄に当たる部分を持って相手にぶつけてダメージを与える大きなアックスソード（ジミニーメモではトマホークとされるが刀身に当たる部分が斬撃用に十分研磨されているとは言い難い）を一人で使いこなす茶髪の巨漢。必要な事しか口にせず行動で全てを示そうとする。小説版『COM』の記述は戦闘力がゼムナスに次ぐものとある。忘却の城ではゼクシオン、ヴィクセンと共に地下を担当する。ヴィクセンが消滅した後にリクの下へ赴き、リクを手に入れんと戦いを仕掛けるが、敗北を喫する。『COM』では最後に残った力を振り絞ってリクを闇に飲み込もうとするも、リクは王様の光の力によって闇の中から助けられる。『Re:COM』ではこのイベントが大きく変更されており、勝負の後、リクはレクセウスにとどめを刺そうとするが、力を残していたレクセウスに叩き飛ばされ気絶してしまう。リクを連れていこうとするレクセウスだったが、リクの心に眠るゼアノートのハートレスがリクに半憑依した状態となり、レクセウスは一閃の下に切り伏せられてしまう。ゼアノートのハートレス、つまりゼムナスの片割れがリクに宿っていることに気付いたレクセウスは、無謀だったと悟りながら消滅していった。
『Days』のストーリーモードでは、序盤のチュートリアルでロクサスにリミットブレイクの使い方を伝授する。クリア後に閲覧できるシークレットレポートによると、たとえ与えられたナンバーが1に近くてもそれが機関内の順位に当てはまるわけではなく、「末端の者には何も知らされない」と彼自身がゼクシオンより立場は低い旨の記述を残している。『COM』でゼクシオンが発した「機関の結束」という言葉にも「そんなものは存在しない」と否定的であるが、同時にゼクシオンだけは信頼できるとも記している。
元の姿はエレウス（Aeleus）。賢者アンセムの弟子時代は、ディラン（ザルディンの人間の時の姿）と共にレイディアントガーデンの城の門番を務めていた。髪型などは特に変わっておらず、先端にハートマークが付いた斧を使っている。後に、レイディアントガーデンにて人間として再生する。容態も安定しており、研究室の掃除をしながらその場にいなかったブライグとアイザの行方を案じていた。
ゼクシオン（Zexion）
声 - 石田彰 / ヴィンセント・コラッツァ
機関員ナンバー6。称号は「影歩む策士」。武器はレキシコンと呼ばれる本で「他者の力を写し獲る」等の魔術を操る。ノーバディになる前は、賢者アンセムの6人の弟子の中では最年少だった。野村曰く、サイクスと並んでゼムナスとの関わりが強いらしく、裏切りに会わなければ機関の中心人物にも成り得た人物。また、海外版の『COM』（GBA版）ではアクセルに「Zexy」と省略形で呼ばれている。
ゼムナスによって、忘却の城の地下にヴィクセンとレクセウス共々配属された。忘却の城の管理を任されたマールーシャを良く思っておらず、ソラを手中に収めんとするマールーシャの謀略を察した上で脅威と考え、それに対抗するために城の最下層に現れたリクを手に入れようとする。しかしソラによってラクシーヌとマールーシャが滅ぼされたことで、この計画が必要なくなったと判断した彼は、リクを始末しようとソラの姿に化け、リクの心の弱みにつけ入る事で安全に事を運ぼうとする。しかし戦いの中で闇もまた己の力と認めたリクに敗退。遁走した先でアクセルに唆されたリク=レプリカの手に掛かり消滅した。機関に忠実だった彼が始末されたのはアクセルがヴィクセンに止めを刺したことや、アクセルが独断でナミネを逃がし、ソラを間接的に助けたことをゼクシオンは知っていた為アクセルには口封じの意味もあり、サイクスとアクセルの計画のために邪魔であったことも関係している。
『Days』では序盤で忘却の城へ向かい消滅してしまうが、ストーリー途中に『COM』でのイベントシーンが再現され、そこで再登場する。レクセウスが残したレポートによると、機関内での立場はレクセウスより上だったらしく、レクセウスが知らされていない情報も知っていたようであり、その中にはレプリカ計画についての情報も含まれていた。また、レクセウスからは絶対の信頼を得ていたようで、2人で会話する場面も多い。
元の姿はイェンツォ（Ienzo）。賢者アンセムの弟子時代は少年であり、親をなくしていたところをエヴェン（ヴィクセンの人間時代の姿）らに引き取られ、賢者アンセムの下で育てられていた。当時は寡黙であったのか、『BbS』作中では一言も喋ることはなかった。アンヴァースに襲われたところをヴェントゥスに助けられている。シークレットムービーにて、賢者アンセムに手を引かれながら、すれ違ったゼアノートとブライグの後ろ姿を見つめていた。後に、レイディアントガーデンにて人間として再生（見た目はゼクシオンそのもの）。彼もエレウスと同じく容態や意識は安定しており、散らばった部屋を掃除していた。更にリアに対し、心奪われた人間が再生する際の現象を事細かに教えるなど研究者としての博識な一面を見せた。また、狡猾な性格だったゼクシオンと違い、幾分か穏やかな人物を思わせる口調を見せていた。『KH3』では研究者としてソラ達に助力を申し出て、ロクサスの復活に大きく貢献した。いきなりデミックスが現れた際は驚きのあまり仰け反ったが、続いて彼が連れてきた賢者アンセムが現れると感極まった様子で過去に過ちを犯したことを謝っていた。
サイクス（Saix）
声 - 佐藤銀平 / カーク・ソーントン
機関員ナンバー7。称号は「月に舞う魔人」。眉間に×字の傷跡、青長髪という外見。機関の初期メンバーではないのにもかかわらずゼムナスの補佐役を務めている。ソラに「かつて心があったという記憶が我々の強みだ」と語り、カイリやナミネを追い詰め「俺に心があれば大笑いしているところだ」を嘲るなど心に対する執着心が強い様子が見られた。ゼムナス曰く「心を惑わす方法もよく心得ている」とのこと。クレイモアと呼ばれる長さ1m以上で刀身が幅広い特殊な形の剣を逆手かつ片腕で振るい、攻撃力を上げる魔法「バーサク」を使う。
機関に加入したのはアクセルと同時期であり、その理由も二人である計画を達成するためであったが、その計画が何かは判明しておらず、またアクセルと疎遠になっていったことで絵空事になったと語っている。アクセルが自分を離れロクサスたちと行動を共にするようになり、度々邪魔までされるようになってからはアクセルを変わったと評しているが、アクセルによれば変わったのはサイクスであり、サイクス自身もアクセルだけでなく自分も変わったと認めている。また、アクセルをかつての名「リア」と呼ぶこともあった。「レプリカ計画」についても詳しく聞かされていたため、ノーバディではないにもかかわらず機関員として活動していたシオンを毛嫌いしており、最後までシオンの「顔」は見えなかった。
ソラたちとはトワイライトタウンで初めて相対するが、計画に必要な駒であるソラには敵対心を見せておらず、ハートレスを倒せと言い残して消えていった。機関の反逆者であるアクセルを始末するという任務を受け、ホロウバスティオンに大量のハートレスとノーバディが襲来した時にもアクセルを追って姿を見せる。その際にXIII機関の真の目的、「ソラのキーブレードでハートレスを倒させる真実」をソラに明かし、ソラたちを追い詰める。存在しなかった世界にて、用済みになったソラを始末しようとするが敗北。敗れた後も最後までキングダムハーツに心を求めながら消滅した。
元の姿はアイザ（Isa）。人間だった頃はレイディアントガーデンの住人であり、リア（アクセルの人間時代の姿）とは親友同士だった。このとき顔に×字の傷はなく、眼の色は金ではなく緑で、月模様の服を着ている。リアと共に賢者アンセムの城に忍び込もうとし、ディラン（ザルディンの人間時代の姿）に追い出される描写がエンディングにあったが、『KH3』で好奇心から何度もリアと城に忍び込んで、被験者Xと呼ばれる謎の少女と出会い話し相手になっていたこと、姿を消してしまったその少女を探すためにリアと共に賢者アンセムの弟子になったことが明かされた（ゼムナスの側近になったのも彼女を見つける近道だと考えたため）。リアが人間として再生した際には一緒にいるはずだったが、その場にアイザとブライグはおらず結局レイディアントガーデンでは見つからなかった。実はゼアノートが画策していた真のXIII機関の器に適する人物であり、リアとは存在しなかった世界の円卓にて再び敵として対峙することとなった。
『Re:coded』HD 2.5 リミックス版の追加ムービーにて、リアや賢者アンセムの弟子たちと同じくレイディアントガーデンの研究室で復活していたことが判明したが、彼らが目覚める前にヤング・ゼアノートと先に目覚めていたブライグによって連れ去られた模様。
アクセル（Axel）
声 - 藤原啓治 / クイントン・フリン
機関員ナンバー8。称号は「踊る火の風」。赤い髪と目の下のフェイスペイントが特徴。口癖は「記憶したか?」。炎魔法の使い手で武器はチャクラムと呼ばれるオリジナルの大型手裏剣。機関の意思とは別に自らの思惑を優先させる節があり、単独行動を執ることが多い。手段を選ばず狡賢く、他の機関メンバーも彼の動向には注意を払っていた。ロクサスがノーバディとして生まれ落ちた時に彼の世話をしたのがきっかけで親友となり、ロクサスといると自分にも心があるような気がしていたという。サイクスと二人である計画を達成するためXIII機関に同期として加入、自らが機関内で邪魔者を消し、サイクスを機関のトップに着かせようとしていたがロクサスとシオンと交友を深めるにつれサイクスと疎遠になっていった。
忘却の城ではマールーシャ、ラクシーヌと地上階の管理を担当。ソラを手中に収め機関を牛耳るというマールーシャらの計画に加担する態度を取るが、その真の狙いはマールーシャらの機関への反逆の証拠を握ることにあり、マールーシャの信用を得るため、ソラに真実を明かそうとしたヴィクセンを消滅させており、一方でソラの消滅を阻止するために幽閉されていたナミネを解放し、結果としてマールーシャの陰謀を挫きながら、リク=レプリカを口車に乗せてゼクシオンの消滅を促すなどの不可解な行動を見せていた。結局彼は反逆を企む地上のマールーシャ側にも、それを阻止せんとする地下のゼクシオン側にもつかず、結果忘却の城にいた機関メンバーで唯一生き残った。マールーシャに信用されるためにヴィクセンを、サイクスとの目的のためにゼクシオンを消滅させたことで、一番の裏切り者は自分だとも感じていたようである。忘却の城では裏切り者の抹殺の他に「目覚めの部屋」の探索も任されており、『COM』での出来事のあとも約20日にわたり城に留まっていた。機関の進める「レプリカ計画」について知らされていなかった一人だが、自力で計画の全容を調べ上げた。
その後、ソラに会いに行くために機関を裏切ろうとしたロクサスを止めることができず、さらにロクサスの脱退の手助けをしたと見なされ、機関から謹慎を命じられた。3日後、ロクサスがデータ上のトワイライトタウンに送られたこと、さらにゼクシオンのコンピュータでデータ上のトワイライトタウンにいくことが可能ということを利用し、ロクサスを奪還するという任務に就く。しかしその時のロクサスはディズによって記憶が改変されており、記憶が戻らないようなら始末するという命令を本人は拒否したため、ゼムナスから圧力を掛けられ従うことになってしまう。仮想トワイライトタウンにてロクサスを呼び戻そうとするも失敗し、最終的に真剣勝負を仕掛けるも真の力に目覚めたロクサスに敗退。ソラを再びハートレス化させればロクサスに会えると考え、機関から離脱して単独行動を開始する。そのためにデスティニーアイランドで親友の帰りを待つカイリの誘拐を企て、一度は成功するもののサイクスの介入により彼女を奪われてしまう。機関の計画にとって邪魔者となっていたアクセルは、この時からソラを助けるために行動するようになる。ホロウバスティオンで一度ソラ達の前に現われてXIII機関の目的を明かした後でカイリの事を謝るが、ゼムナスより彼を始末するよう命じられたサイクスが現れたためその場を去る。その後、存在しなかった世界へ続く道中でソラ達が大量のノーバディに囲まれた際、息も絶え絶えの状態で現れ、全存在を掛けた攻撃で道を切り開いた。最後はカイリの事を改めて謝罪し、「存在しなかった世界」への道を開くことで力を使い果たし、静かに燃えながら消滅していった。親友であるロクサスの本来の姿であり、敵であるソラが見守る中で消滅していった彼は、どこか満足した様子だった。
元の姿はリア（Lea）。人間だった頃は親友のアイザ（サイクスの人間時代の姿）とレイディアントガーデンに住んでいた。アイザと共に何らかの目的で城に向かおうとしていたところでヴェントゥスと出会い、意気投合して友達となる。自分が誰かの心の中で記憶として残ることを強く望んでおり、ヴェントゥスに対しても自分を忘れないようにと諭す発言をしている。この頃フライングディスクを2枚使っていた。その後、初期機関メンバーと共にレイディアントガーデンにて人間へと再生する（この時フェイスペイントは消えている）。しかしその場にいなかったブライグとアイザを捜索することになり、ディズニーキャッスルでマレフィセントとピートにさらわれそうになったミニー王妃を助け、王様たちと共にイェン・シッドの塔を訪れる。彼の目的はキーブレード使いになることであり、（ドナルドは猛反対したが）それを承諾したイェン・シッドはソラとリクの危機に対する切り札として彼に時間の流れの違う場所で修行を行わせ、後にゼアノートによって13番目の器にされかけたソラの窮地を救った。本人としてはソラを助ける時点でキーブレードを持って登場するつもりだったが、結局出すことは出来ず、それをぼやいていた直後に無意識の内にあっさりとキーブレード（自身のチャクラムと同型の持ち手から、炎を模った剣身が噴き出しているような形状）を出して見せた。これには当人やソラ達は愚かイェン・シッドでさえ激しく驚いていた。自身の名前は人間であった頃の「リア」と名乗っているが、ソラやリク、旧知のブライグからは最後まで「アクセル」と呼ばれており、当人も半ば諦めていた（ちゃんと「リア」と呼んでいたカイリに対しても「アクセルでいい」と呼び方を元に戻すように促した）。
『0.2』では、改めてマーリンの元でキーブレード使いの修行をしていると明かされる。一緒に修行を受けることになるカイリは、リアがアクセルの正体だと知ってかなり困惑した様子。
『coded』では、ナミネがソラの記憶を修復していたときに見つけた「痛みの記憶」にデータ・ソラが触れた時、彼の姿が映像として映し出された。また『BbS』のシークレットエンディングではロクサス、シオンと共に時計台でシーソルトアイスを食べているが他の二人と違い「ソラ」とは言わなかった。これは、彼はソラによる痛みの救済が必要な者ではないことによる。
『KH3』では修行中も当初はノーバディ時代の負い目からカイリに謝ってばかりだったが、次第に自分の事を話すなど打ち解けていった。最終決戦ではゼムナス、サイクス、シオンと戦うも、キーブレード使いとしては日が浅いためかゼムナスにキーブレードを砕かれて追い込まれてしまう。しかしソラの加勢や記憶を取り戻したシオンの寝返り、ロクサスの復活によって窮地を脱し、サイクスと人間としての再会を約束してその消滅を見届ける。同時にシオンの事も思い出した事でロクサス、シオンとの再会を果たした。人間だった頃、好奇心からアイザ（サイクス）と共に賢者アンセムの城に忍び込み、謎の少女（被検者X）と出会い、彼女を救うために2人で賢者の弟子になっていたことが明かされた。また、同じ顔を持つヴェントゥスとロクサスの双方と友達である事から、内心ではそれぞれの顔を見た際に驚いていた事と、ロクサスにヴェントゥスの事を言わなかったのは「ヴェントゥスが消えたように、言えばロクサスもいなくなるのではないか」と恐れていた為だと明かした。
性格や髪の色、演じる声優は『ファイナルファンタジーVII』のレノと同じ。これについて野村は「意図的に似せているが、レノのノーバディというわけではない」と語っている。最初は彼がここまで成長するとは思っておらず、『KH2』冒頭でロクサスに倒されてそのまま退場させるつもりだったようだが、野村を含むスタッフ全員の強い意向でその後も活躍させることになった。
デミックス（Demyx）
声 - 鈴村健一 / ライアン・オドノヒュー
機関員ナンバー9。称号は「夜想のしらべ」。シタールを弾いて水を操る。緊張感がなくやや子供じみた言動をすることが多い反面、時折冷たい表情も見せる。小説版にてシグバールに対し敬語を使っている場面があるので、目上の者に対する礼儀は心得ている様子だが、サイクスに対してはタメ口であり、本人のいないところで「バッテン傷」と呼んでいる。
機関の任務においても面倒臭がりな性格が目立つ。アクセルには任務を覚えられていない。基本的に気さくな性格でありメンバーには友好的な態度をとっている。しかし『Days』終盤で「レプリカ計画」の詳細が明かされた際には、事実とは言え「よく出来た人形だよな」と仲間に対して非情な言葉を発している（『1.5』のリメイク版ではカットされている）。
ソラとはオリンポスコロシアムの冥界で出会っているが、その時の逃げ様と「撤退」という台詞からしてハデスには敵わなかった模様。冥界で力を発揮できるようになる「オリンポス・ストーン」をフィルから奪い、追いかけてきたソラ達と再び遭遇する。彼はソラ（ロクサス）の様子を探るという任務にも就いており、戦って本性を引き出すためにソラと一戦を交えた後、ソラに対して「ロクサス、戻って来いよ」と告げ撤退。その後ホロウバスティオンに現れ、すでに臨戦態勢だったソラを恐れるような態度をとったが、挑発されると一転「黙れ、裏切り者」と冷たく言い放ち、ソラたちに全力で二度目の戦いを繰り広げるが、あえなく敗れて嘆きながら消滅した。小説版において機関に従っているのはただ命が惜しいだけと描写されているが、一方でソラ（つまりロクサスだが）に機関に戻るよう呼びかけるなど仲間意識の窺えるような素振りも見せていた。漫画版では、ゲーム版以上のドジキャラ（存在しなかった世界に捕らえたはずのカイリに脱走を許してサイクスにボコられるなど）になったりするなどサイクスの頭痛の種になっているものの、上記に記載されているソラとのホロウバスティオンでの対決シーンがなかったため、ゲーム版では4人だったはずの生き残りのメンバーの中にちゃっかりと残っている（シグバール曰く「なんでお前が生き残ってるのか不思議でたまらんよ俺は」）がソラに敗れる展開は変わらず、自分が消えることに涙しながら消滅した。『KH2FM』では、アブセント・シルエットについてソラに教えてくれる。
ルクソード（Luxord）
声 - 中田譲治 / ロビン・アットキン・ダウンズ
機関員ナンバー10。称号は「運命を賭す者」。短く揃えた髪、蓄えられた髭、ノーバディマークのピアス、戦いをも一種のゲームと考えている。武器はカードで斬撃にも魔法にも使える。
『Days』でもその紳士然とした態度は崩さないが、「末席の者には真相を知らせずか」と機関内の順位が低いことによる苦労を吐露しており、ともに順位が低いロクサスにもお互い苦労すると励ましていた。難解な台詞回しを多用するが、全体的に見れば曲者揃いの機関の中では比較的まともで人当たりが良く、ロクサスに対しても温和な態度で接している。ロクサスを見て、子供の頃にノーバディになった者と大人になってからノーバディになった者とでは違いがあるのではないかと感じていた。
呪われたアステカの金貨の実験のためポートロイヤルを訪れ、死の島にある金貨を宝箱ごと強奪。ジャック・スパロウの船・ブラックパール号に乗り込み、ジャックに海賊の掟「パーレイ」を宣言。宝箱を返す代わりに中の金貨を数枚頂くという取引を行った。これにより入手した金貨の力からハートレス・グリムリーパーを作り出し、ソラたちと戦わせた。そして、倒されたグリムリーパーの心を手にした後にその場を去った。後に存在しなかった世界でソラを仲間から引き離し、一対一で「時」を賭けたバトルを行う。敗れて消滅する最後までソラのことをロクサスと呼んでいた（しかし当のソラからは「俺はソラだ！」と返された）。
マールーシャ（Marluxia）
声 - 池田秀一 / キース・ファーガソン
機関員ナンバー11。称号は「優雅なる凶刃」。容姿端麗で立ち振る舞いも優雅だが、戦闘ではサイズと呼ばれる大鎌を携える。機関の中では新入りだが強い力を持っており、機関の研究施設である忘却の城とナミネの管理を一任される。『COM』のラストボス。
長く続く草原を歩いていたソラの前に現れ、忘却の城へ誘う。それはXIII機関がソラを手に入れるための計画であったが、マールーシャはそれに便乗してアクセルやラクシーヌと組み、ナミネの能力でソラを操り手駒とした上で、機関を乗っ取ろうとしていた。ナミネによるソラの記憶の改変が進み計画は成功するかと思われたが、アクセルの裏切りや、それがきっかけで同志のラクシーヌが消滅するなど想定外の事態が続き、最終的に反逆計画は失敗、結果としてアクセルに反逆の証拠を掴まれる事になる。そこへナミネを助けるためにソラたちが現れ、無の世界にて決着を付けようとするが、戦いの末に敗れて消滅し、彼の野望は潰えた。
『KH2FM』の追加ムービーによるとシグバールの勧誘で機関に入ったとされ、小説では機関に入った理由は「退屈だったから」とされている。しかし入ってもその退屈は変わらず、同じく退屈を訴えたラクシーヌに親近感を覚える描写があった。『Days』ではロクサスの持つキーブレードに興味を示しており、反逆の片鱗を見せていた。新入りでありながら「レプリカ計画」の詳細を知っていた数少ない人物であり、さらにソラを手中に収めた暁にはその計画すら利用して機関を乗っ取ろうとしていた。記憶や心への執着はそれほど強くはないが、心を持ちながらその心の自由を捨てるソラや、嘘の約束を頑なに守ろうと命を掛けるリク=レプリカへの怒りを見せる場面がある。プロット段階では女性の予定だったが、同じく地上組で女性のラクシーヌとのバランスを考慮し男性に変更された。髪色はピンクだが小説版では茶色い髪と表記されている場合がある。
ラクシーヌ（Larxene）
声 - 宮村優子 / シャネル・ワークマン
機関員ナンバー12。称号は「非情の妖姫」。（非正規メンバーのシオンを除けば）機関の紅一点。複数のナイフを投げずに指で握りながら雷魔法と混ぜて使う。人の心を傷つけて喜ぶサディストで短気かつヒステリックな一面が目立つ。人を見下す態度をとり、ナミネのこともソラを陥れるための道具としか思っていない。デミックスをこき使っていたようで彼からは恐れられていた。
マールーシャ、アクセルと忘却の城の地上階を担当しており、マールーシャに加担して機関を乗っ取る計画を立てていた。ソラを挑発し、ナミネのことを「思い出させる」のに大きな役割を果たしている。アクセルの働きもあってナミネが勝手に動き、激昂したラクシーヌはソラにリク=レプリカの正体、ナミネの持つ能力、そして自分たちの計画を全て明かした上でソラを消そうとするも返り討ちにあい、自身の敗北を信じられないまま消滅した。
『Days』では新入りのロクサスに魔法を教える役目を担うが、ほとんどが投げやりな上に『COM』での反逆計画を心待ちにしているのでロクサスの事はどうでもいい扱いをしている。何度か会話する機会があるが、そこでもそっけない態度やあからさまな態度を取ってくる
ロクサス（Roxas）
声 - 内山昂輝 / ジェシー・マッカートニー
機関員ナンバー13。称号は「めぐりあう鍵」。『KH2』のプロローグ部分におけるプレイヤーキャラクター、および『Days』の主人公。『KH2』では彼の過ごす夏休みが物語のプロローグ兼チュートリアルとなっている。
かつてソラ（Sora）がハートレス化した際に誕生したソラのノーバディで、キーブレードが武器（メインはキングダムチェーンで、二刀流時には右手に「過ぎ去りし思い出」、左手に「約束のお守り」を持つ。「集積の庭園」でのシンボルは、後者の二刀を交差したものになっている）。ソラがハートレス化していた時期が極端に短かった上に、ロクサスを残したままソラがカイリの心を媒介に人間に再生した為、人間（ソラ）であった頃の記憶を持っておらず、誕生直後は会話も少ない。生れ落ちたトワイライトタウンでゼムナスに名前を与えられ、アクセルに引き連れられて機関のNo.13として迎え入れられた。デミックスに仕事を押し付けられ、アクセルやシオンと親しくなっていき感情や知識を身につけていく。やがて機関への不信感や、仄めかされる「ソラ」の存在、次第に募る自分は何者かという疑問の答えを見いだすために、機関を裏切り脱走する。リクとの戦いに敗れたことでディズの元へと送られ、記憶を改変された上で、ロクサスの記憶で形成されたデータの世界へ移される。
仮想トワイライトタウンではごく普通の少年として、友達と夏休みを満喫していたが、ナミネとの出会いや、機関より送り込まれたアクセルとの接触により、ロクサスは自分の過去を思い出す。ソラと同化する際には「俺の夏休み、終わっちゃった」と涙を見せ、姿を消した。ソラと一体になった後もロクサスの意識が消えた訳ではなく、アクセルの消滅に立ち会ったことによりソラの中のロクサスも強く影響を受け、ソラしか見ることの出来ない姿で現れ、一騎討ちを挑んだ。そしてゼムナスとの一応の決着が付いたのちに再びナミネと共に現れ、闇に消え行く筈の自分たちが本体であるソラやカイリの中でこれからも生き続けると告げて、完全にソラと同化した。『KH2』のエンディングではソラとカイリがデスティニーアイランドで再会を果たした時、ソラの中のロクサスもカイリの中にいるナミネとの再会を喜ぶ描写が見られた。
本来『KH2』ではロクサスもボスとしてソラと戦う予定であったが、結局ムービーだけの戦闘となってしまい、彼とのバトルが実現するのは『KH2FM』である。
『BbS』にはシークレットエンディングにも登場し、アクセル、シオンと共に時計台でシーソルトアイスを食べつつ「ソラ」と言葉を発した。　ロクサスは容姿や声などが『BbS』に登場するヴェントゥスと酷似しているが、その理由は『BbS』での一件で傷ついたヴェントゥスの心はソラと同化しており、そのソラのノーバディであるロクサスはソラの中のヴェントゥスに酷似した顔立ちになった為である。そのためゼムナスは、意識不明のロクサスに「お前はまた眠るのか…」と、昔を思い出すかのように呟いている。
『coded』ではデータのロクサスがラストボスとして登場。「ジミニーメモ」の世界の「目覚めの園」でデータソラの覚醒を見届けた後姿を消していたが、「忘却の城」で再び登場し、データソラを挑発することで彼が痛みの記憶を受け入れられる強さを持つか試していた。そして彼と一戦交えた後はナミネに続く道を示し、データソラに同化していった。彼自身も痛みの記憶のひとつであり、彼の痛みは「夏休み最後の日を、ハイネ・ピンツ・オレットと一緒に過ごせなかった事」であった。
『KH3』ではヴィクセンが密かに製造していたレプリカ体にソラから解放されたロクサスの心が入る事で復活。キーブレード墓場での決戦に駆けつけ、「親友に触るな」の一言と共にアクセルの危機を救い、アクセルとシオンとの再会を喜んだ。戦いの後は機関時代のようにトワイライトタウンの時計台にリア（アクセル）、シオンと共に座り、そこにシーソルトアイスを持って来たアイザ（サイクス）、嘗ての「夏休み」同様に友達となったハイネ、ピンツ、オレットを加えた7人で過ごしていた。
シオン（Xion）
声 - 内田莉紗 / アリソン・ストーナー（Days）→ヘイデン・パネッティーア（BbS、3D）
機関員ナンバー14。ロクサスが機関に加入してから7日後、新たに機関に加わった14番目のメンバーである少女。『Days』の実質的なラストボス。
ロクサスと同じく光属性を司り、キーブレードを使う。フードを外したその顔はカイリと酷似している。境遇の似たロクサスと意気投合し、またロクサスの親友であるアクセルと共に、任務終了後に3人でトワイライトタウンの時計台でシーソルトアイスを食べるのが日課になっていく。
その正体は「レプリカ計画」に基づいてヴィクセンが作成したレプリカ人形の一つで、シオンはその中でも一番の成功作「No.i」である。そのため実際はノーバディではなく、機関のメンバーとしては正式にはカウントされていない。ロクサスの能力をコピーさせることでキーブレード使いの「予備」を機関が確保することを目的に作られたが、ソラのノーバディであるロクサスと接するうちに自我が芽生え、さらに記憶修復中のソラの記憶の欠片がロクサスを通じてシオンに流れ込み、その中のカイリについての記憶の影響を強く受け、カイリに酷似した顔となった。シオンがキーブレードを使えるのは、ロクサスの力を吸収しその能力をコピーしているからであり、リクからは「偽物」と見破られている。
リクに敗北した事をきっかけに自分の生い立ちに疑問を抱くようになり、「忘却の城」で自分の正体を知ってしまう。機関を脱走し、自分の今後を考える為にしばらくリクと行動を共にしていたが、アクセルによって連れ戻される。彼女自身はロクサスとアクセルといつまでも一緒にいたいと思っていたが、自分が存在することでロクサスの力を吸収していることに気付き、ソラの元に帰る決意をして再度機関を脱走しナミネと会う。しかし、シオンがソラに帰ることを納得できなかったアクセルに連れ戻され、ゼムナスによって人形として完成させられてしまう。そして、完全な人形としてロクサスを吸収するようにとゼムナスに命じられた彼女は、最早ゼムナスの野望を阻止するには自分がロクサスに倒されるしかないと悟り、機関を脱走したロクサスと互いの存在を掛けた戦いを繰り広げ、思惑通り敗北。最期はロクサスの腕の中でキングダムハーツの解放を願いながらソラに帰って行った。
名前の由来はNo.iにXのアナグラム。この「i」は数学で実在しない数とされている虚数の記号からつけられている。もう一つの由来でもある紫苑は花言葉で「キミを忘れない」「思い出」といった意味がある。またカイリの「海」とナミネの「波」からシオンの「潮」と、海にちなんだ名前でもあり、漢字表記は「潮音」となるトリプルミーニングとなっている。見る者のシオンに対する関係によりシオン自身の外見は変化して見えるが、彼女との関係性が変わることで彼女の顔はシオンではない「別の顔」に変わって見えてしまう。物語序盤のイベントにてロクサス視点とアクセル視点ではフードを被っているかいないかが分かれており、後に友達になった後はアクセルにもシオンの顔が見えていた。しかし物語が終盤になり人形として完成が近づくと、シグバールにはヴェントゥスに見えたり、ロクサスにはソラに見え、小説版ではアクセルは時折ナミネに見えていた。最初からシオンの正体を知っていた為に機関員としての資格はないと見下していたサイクスは、最後まで人形にしか見えていなかった。また様々な人物との繋がりがあるゼムナスには、基本的にはシオンの顔が見えている状態であるものの、時折ヴェントゥスに見えていた様子。
野村によれば、「ロクサスが機関を抜けたのは身近な同世代の女の子の影響があった」という構想が『KH2』の頃からあったという。そのためXIII機関のナンバー14というイレギュラーなキャラにはなったが、前述の通りシナリオ中で機関メンバーにシオンは含まれないと説明されている。
『coded』では、ナミネが見つけた「痛みの記憶」に触れたときに、映像のみ映し出された。『BbS』のシークレットエンディングにも登場し、ロクサス、アクセルと共に時計台でシーソルトアイスを食べつつ「ソラ」とつぶやいた。

## 真XIII機関
マスター・ゼアノートによって再結成されたXIII機関。13人の闇の探求者、13人のゼアノートとも表現され、様々な時代で分離融合したゼアノートやその強い影響を受けた者がメンバーとなっている。
目的が「純粋な7つの光と13の闇の衝突によってキーブレード戦争の伝説を再現する」ことであるため、メンバーたる条件は闇の心を持っているかどうかであり、旧機関と異なりメンバー全員がノーバディであるわけではない。ただしノーバディが「器」としてマスター・ゼアノートの闇の心を植えつけやすく、そもそもかつてのXIII機関もそのために結成されたという事情もあり、旧機関からの続投メンバーはいずれも一度人間に戻った後で再びノーバディ化している。完全な人間はマスター・ゼアノートだけで、再ノーバディ化したメンバー以外は心だけ過去から時空移動してきたことも特徴であり、『KH3D』では夢の世界だから心だけでも形を成せるという例外的事象を利用し、『KH3』ではレプリカなどの「器」に心を宿して活動している。ReMINDで語られた所によると、再びノーバディ化したのはシグバール、サイクス、マールーシャ、ラクシーヌ、ルクソードの5人の旧機関メンバー（補欠のヴィクセン、デミックスも同様）。レプリカの体を得ているのは闇の探求者アンセム、ゼムナス、ヤング・ゼアノート、リク=レプリカ、ヴァニタス、シオンの6人である。
選定の条件はあくまでマスター・ゼアノートの器に適しているかのみである上に機関結成の本来の目的もゼアノート個人のものであることも明かされているため殆どのメンバーに組織への忠誠心が無く、個人の思惑で動いている者が多い。マスター・ゼアノート自身も彼らを器及び、「13の闇」の頭数としてしか見ていない為、各メンバーの行動に干渉している様子は無い。

### 正規メンバー
マスター・ゼアノート
声：大塚周夫→大塚明夫 / ルトガー・ハウアー（KH3）→クリストファー・ロイド（KH3ReMind、KHMoM）
真機関員ナンバー1。人として復活した一番先の時代のゼアノート。真XIII機関のリーダーである。『KH1』でハートレスたるアンセムがキーブレードによって倒されて心が解放され、『KH2』でノーバディであるゼムナスが消滅して肉体と魂が自由になったことにより、『3D』において人として復活した。『KH3』のラストボス。
『BbS』でテラの肉体に心を植えつけてから直接本人が行動したことはないが、彼が蒔いた種が意識していたかいないかは関係なく、マスター・ゼアノートをリーダーとする真XIII機関の結成を自然と促した。『3D』における彼自身の説明によると、闇の探求者アンセムが時間を移動して青年時代の自分と接触し、未来を旅して心に歩むべき標を刻んだ時点で、「12人の我が分身に迎えられ、人として復活する」事実が確定したとのこと。ただし13番目のソラは夢の深淵に入り込み、闇に囚われてはいてもまだゼアノートの心を植えつけられていたわけではなくリア（アクセル）の妨害もあって、その通りにはならなかった。
天才的なキーブレードマスターであり、キーブレード戦争の伝説を再現し、新たなる世界の創造を目論む。
キーブレード戦争終盤、捕らえたカイリをソラ達の前で消滅させ、怒りで自身と衝突させるように仕向け、キングダムハーツを完成させる。しかし過去にポータルとなった事を利用されて自身がポータルとなり、スカラ・アド・カエルムへと強制転移させる事でキングダムハーツと引き離される。その後、追ってきたソラ達に自分をレプリカ12体を嗾け、次はそのレプリカを吸収して鎧に身を包んだ「アーマー・ゼアノート」と化し、それも敗れるとχブレードを手に最終決戦に臨む。最後はソラのラストレイを跳ね返したが、直後に時間が戻り、ソラ、ドナルド、グーフィーの三人が放ったトリニティによって敗北する。
それでも「世界の運命は力を持つ者が決めるしかない」「力なき者は強者の決めた運命を受け入れていればいい」と主張して足掻くが、ソラに「本当の強者は世界の運命を握らない」と返され、テラの中に宿っていたマスター・エラクゥスの心に諭された事でようやく負けを認め、ソラにχブレードを渡し、エラクゥスと共に若かりし日の姿となって昇天していった。
地上のみならず、水中、空中と様々な場所で戦いを繰り広げ、ワープを織り交ぜた連続攻撃やソラから光を奪い強制的にレイジフォームを発動させるなど多彩な攻撃でプレイヤーを苦しめる。さらに、ソラが敗北するとゲームオーバー画面で彼の声が挑発してくる（これは『BbS』でもあった）。
ReMINDではレプリカ・ゼアノートと光の守護者達が死闘を繰り広げるエピソードが描かれ、最後はレプリカ達が融合したもう一体のアーマー・ゼアノートが出現するが、ソラとカイリの絆の前に敗れた。
闇の探求者アンセム
声：大塚明夫 / リチャード・エプカー
真機関員ナンバー2。テラ＝ゼアノートのハートレス。世界の心のキングダムハーツを創造し、闇の深淵に至ろうとした探求者。『KH』と『COM』リク編のラストボス。
『KH1』でソラたちに倒されたが、過去から運ばれてきたアンセムの心が『3D』では夢の世界という限定下で姿を成し、『KH3』ではレプリカを器とすることで姿を保っている。リクとは長く旅をしたという言動があり、『CoM』や『KH2』でリクがアンセムの力の残滓を利用していたことも実感として知っているらしい。
『3D』においては物語におけるキーパーソンであり、時空移動には「その時、その場所に自分が存在しなくてはならない」という制約があり、そのためイェン・シッドは防衛策の意味もあって『KH1』の闇に飲まれる寸前のデスティニーアイランドから夢の世界でソラとリクのマスター承認試験を執り行ったのだが、その当時闇の探求者アンセムもデスティニーアイランドにいたため、彼をポータルにして真XIII機関のメンバーが集結し、ソラが眠りに落ちた瞬間から夢の世界に介入して13番目のゼアノートとするべく闇へと誘うことを可能とした。
『KH3』では賢者アンセムがソラの記憶を復元させたことがあると知り、それと同じ手法で、師はかつて心の研究の被験体であった大きな秘密を抱えていた記憶喪失の少女の記憶を復元していたのでないか、そしてその記憶を知ったがために心の研究を中止する決断を下したのではないかと勘ぐり、そのデータを探している。
内心では闇に打ち勝ったソラや闇をも包む強さを持ったリクという存在もあって、自分たちは既に負けているようなものと思っていた。それでも目的のために悪あがきをしようと考えていたが、機関に裏切り者がいると知っても正直どうでもいいと思っている自分に気づいて報告もせずに放置していた。
最終決戦敗北後、リクに自分の旅は終わったと語り掛け、少年たちにこれからも探求の旅を続けろと言い残して消滅する。それを見届けるリクもまた奇妙な寂しさを感じていた。
うしろの人 (Dark Figure)
闇の探求者アンセムの背後に付き従う影の怪物。『KH1』の最終決戦で登場して以来、闇の探求者アンセムやテラ=ゼアノートの守護者として主人公一行と対峙し続けてきたがその正体は一切語られなかった。『KH3』でも闇の探求者アンセムと共に行動し、闇の世界でアクアを闇に沈めたり、背後から襲い掛かったハイネを弾き飛ばすなどでその力を振るった。
キーブレード墓場での最終決戦では闇の探求者アンセムではなくテラ=ゼアノートの背後に従い、アクアとヴェントゥスと戦う。しかし戦いの最中、実はテラの心を封じ込める器であった事が判明。アクアとヴェントゥスとの絆によってテラの心が目覚め、テラ=ゼアノートに反逆する。最後はソラによって解放されたテラの心が本来の肉体に戻り、うしろの人としては消滅した。
ゼムナス
真機関員ナンバー3。テラ＝ゼアノートのノーバディ。旧XIII機関の指導者であり、旧機関のメンバーに対しては真XIII機関でもそれらしい対応をすることがある。
『KH2』でソラたちに倒されたが、アンセム同様、倒される直前の心が過去から運ばれてきている。『3D』では夢の世界という限定下で姿を成していたが、『KH3』ではレプリカを器とすることで姿を保っている。
また別個の目的として、旧機関時代から古のキーブレード使いを探していたが、それがマスター・ゼアノートの意思によるものか、ゼムナス個人の目的なのかは不明。
真機関では徹頭徹尾マスター・ゼアノートの分身として行動し、最終決戦敗北時も無感動に負けたことを受け入れていたが、ゼムナス個人の心はどう感じているのかとソラに問われた際、長い間忘れていた感情を取り戻したかと思えば、せっかく得た仲間を捨て駒にした事による孤独と、そこからくる寂しさだけで、そんな感情ならいらなかったと自嘲気味に語っていたが、それが人間であると言われると穏やかに微笑みながら「人間とは強いんだな」とつぶやき消滅する。
シグバール
真機関員ナンバー4で、旧機関のナンバー2。一度人として復活したのだが『3D』では再びノーバディとなっており、ゼムナスやヤング・ゼアノートと共にソラを13番目にするべく行動していた。『KH3』では任務として黒い箱を探しているが、そもそも黒い箱という存在の情報を機関に提供したのがシグバールであるらしい。
つかみどころがない言動が多く、長期間に渡りマスター・ゼアノートと協力している理由も謎に包まれていたが、最終決戦でソラ達に敗れた際にゼアノートから協力する見返りにキーブレードを受け継ぐ約束をしており、既にキーブレードを使う資格も有していることを明かし、崖から身を投げ姿を消した。しかし実際は生存しており、エピローグにてその正体は古のキーブレードマスター・ルシュだったという衝撃の事実が判明する。
ルクソード
真機関員ナンバー5で、旧機関のナンバー10。『KH2』でソラに倒されて人間に戻っていたが、『KH3』では再びノーバディとなり黒い箱探しの任務につく一方で、ヴィクセンの研究に協力している。あいかわらず、自分は末席であると感じているようで、ゼムナスにそれを意識した発言をし、ソラにもまさか自分も機関に選ばれるとはと漏らしていた。
またヴィクセンが機関に戻ってきたことに疑問を感じており、それを問いただしていたが、自分のレプリカの研究が続けられることこそがすべてと語られて、完全に疑問がなくなったわけでにないにしても納得していた。
最終決戦で敗れた際にソラにジョーカーのカードを賭けの取り分と言って渡し、人間に戻ったら再戦する約束をして消えていった。
彼も機関に参加した経緯が不明であるが、ReMINDではシグバールの彼の正体を察したような発言をし、同時にシグバールにも素性を怪しまれていた。
ラクシーヌ
真機関員ナンバー6で、 旧機関のナンバー12。『COM』でソラに倒されて人間に戻っていたが、『KH3』では再びノーバディとなり、7人の光の守護者が揃わなかった場合の備えとして、ニューセブンハートを確保する任務についていた。ソラ達は『COM』の記憶が無いため、遭遇時にも初対面のような態度をされている。
マールーシャに再度の叛逆を提案したり、デミックスがいることに不満を漏らして貶しまくり、ゼムナスに対してあからさまに嫌そうな態度をとり、ルクソードもいると知ると「前とほとんど一緒じゃない」と呆れるなど不敵な言動や高飛車な性格は変わらないが、もともとゼアノートの計画には乗り気ではなく、負けた際もどこか吹っ切れた様子だった。ただ、ソラに負けた事だけは悔しかったらしく、「人間に戻るだけ」と言われてもつっけんどんな態度は変わらなかった。その際に、機関に戻った理由は「アイツに付き合ってやっただけ」だと明かし、ソラに「アイツ」が誰なのか聞かれると「秘密」と悪戯っぽく笑いながら消えて行った。アルティマニアではその「アイツ」がマールーシャの事だったと明かされている。
『Union χ』に登場したエルレナ（Elrena）は容姿が酷似しており、『KH3』アルティマニアにて「エルレナ」がラクシーヌの人間の頃の名前である事が明かされている。エルレナは古の時代のキーブレード使いの一人だが、最後は箱舟で未来へと転送されている。
マールーシャ
真機関員ナンバー7で、旧機関のナンバー11。ラクシーヌ同様『COM』でソラに倒されて人間に戻っていたが再びノーバディとなり、7人の光の守護者が揃わなかった場合の備えとして、ニューセブンハートを確保する任務についていた。ラクシーヌ同様、『COM』の記憶の無いソラ達には初対面のように振る舞われた。
なぜラクシーヌがまたノーバディとなって機関入りしたのか不思議に感じている描写があるが、マールーシャ本人が機関に参加した動機は明かされておらず、元裏切り者であるにもかかわらず真機関に反逆する気配もなく従順に従っていた。最終決戦で敗北した際に自分が何者なのか、そして目的を思い出せたような発言をし、思い出させてくれたソラに礼を言いながら消滅した。尚、「キングダム ハーツ シリーズ キャラクター ファイルズ」のショートストーリーでは、自身の記憶を取り戻す為に機関に協力していたとされている。
『Union χ』に登場したラーリアム（Lauriam）は容姿が酷似しており、『KH3』アルティマニアでは「ラーリアム」がマールーシャの人間の頃の名前であることが明かされている。ラーリアムは古の時代のキーブレード使いにしてダンデライオンのユニオンリーダーの一人だったが、最終的にはエルレナと同様に箱舟で未来へ転送された。
サイクス
真機関員ナンバー8で、旧機関のナンバー7。『KH2』でソラに倒されてアクセル達と共に人間に戻ったがヤング・ゼアノートによって拉致されて再びノーバディとなり、『3D』でマスター・ゼアノートの復活を迎えたゼアノートの分身の一人として登場する。『KH3』では欠落している13番目のメンバーを補充する任務を受けていたようで、直接ソラたちと対峙することは最終盤までなかった。
一見、任務には忠実に従ってはいたが『KH2』や『Days』での自分の所業の数々に後悔があったらしく、償いを考えており、似たような考えをもっていたヴィクセンを機関に招き入れて暗躍するなど光側の助けとなることもしていた。その事を明かさないまま最終決戦にてリア（アクセル）達と対峙して敗北。自分が機関に加わってもずっと少女（被験者X）の行方を追っていたのに対し、忘れたかのように新しい友達を得て楽しそうにしていたリアに苛立っていた事、しかしリアがそんな薄情者ではない事も分かっているという本心を打ち明け、リアと再会を約束し、ソラやロクサス、シオンが見守る中穏やかに消えていった。最終決戦後はアイザとして人間に戻り、エンディングではトワイライトタウンの時計台にてロクサス、リア、シオンにシーソルトアイスを渡していた。その後もデスティニーアイランドで過ごす光の守護者一行に加わり、彼等とフリスビーで遊んでいる姿が描かれた。
テラ＝ゼアノート
声：大塚明夫 / リチャード・エプカー
真機関員ナンバー9。 マスター・ゼアノートがテラの体を乗っ取った姿。『BbS』のラストボスの一人であり、同作の真のラストボス。
『BbS』では記憶喪失となり倒れていたところを賢者アンセムに拾われ弟子となった。その後、心の闇の研究にのめり込み、闇の深淵にたどり着こうとハートレスになることを決意。自ら心を解放して闇の探求者アンセムとなり、心を失った抜け殻がノーバディとなり、ゼムナスを名乗ることになった。また賢者アンセムの弟子時代、おとぎ話の時代から迷い出てきたようなことを話す記憶喪失の少女の記憶を解き明かすのに躍起になっていたようで、その探究心が『KH3』における彼のハートレスの行動指針に少なからず影響を与えている。
その二人が倒されたことにより、マスター・ゼアノートと同じようにテラも人として復活していたが、テラの心がアンセムとは別場所に捕らえられていた為、テラは中身の無い空の状態で復活しており、そこに『BbS』でテラの体を乗っ取った直後のゼアノートの心が入れられ、真機関の一員となる。
終盤まで一切姿を見せない為、他のメンバーのように任務についていたのかは不明。キーブレード墓場で待ち構えており、ソラたちを一気に始末しようとする。この際にヴェントゥスとアクセルを瞬殺し、カイリにも斬り掛かるもグーフィーに防がれ、その隙にドナルドのゼタフレアを受けて消滅した（ドナルドもゼタフレアの反動で瀕死に陥った）。時間遡行後はナミネが呼び寄せた留まりし思念にヴェントゥスへの攻撃を阻まれ、以前と違う歴史を辿る。
留まりし思念と戦っていたはずだが、決戦ではうしろの人を従えていつの間にかヴァニタスと共にアクア、ヴェントゥスと交戦している。敗北後、テラの心を呼び戻そうと呼びかけられるとテラとの心の絆を逆用して反撃し、戦闘不能状態にまで追い込んだ。しかし実はうしろの人こそテラの心を封じ込めた存在であり、その隙をつかれてうしろの人の制御が疎かになり拘束され、ソラの助けもあってゼアノートの心が追い出され、解放されたテラの心に完全に体の主導権を取り戻された。
ReMINDでは留まりし思念との戦いの顛末が描かれた。ソラ達が去った後も留まりし思念と戦っていたが、その様子を見守っていた未来のソラが「どちらが傷ついてもテラが危険だ」と、その戦いに介入する。最終的に未来のソラを庇った留まりし思念を破壊し、更に未来のソラをも闇に呑み込む事に成功する。しかしテラの心が未来のソラを守り続けた事で、テラ＝ゼアノートが倒されると同時に未来のソラも解放されていた。
ダーク・リク（リク＝レプリカ）
声：宮野真守 / デビッド・ギャラガー
真機関員ナンバー10。忘却の城で研究対象にされていたレプリカ。しかしその事実は消滅寸前まで明かされず、ソラたちは闇の探求者アンセムに操られていた『KH1』の頃のリクだと思っていた（リク=レプリカ曰く「その時のリクは今のリク」）。
『COM』でリクに倒されたが、『KH3』では新たなレプリカに過去のリク＝レプリカの心が入れられている。本来のリク=レプリカの心は途中からリクの中に宿っており、やり残した事があるとして最終決戦に同行。その目的は体から過去のリク=レプリカの心を引きはがし、残されたレプリカ体をナミネの復活の為に利用する事であった。リク=レプリカ自身も復活するものだとばかり思っていたリクは引き留めたものの、最期はナミネの事を託して消滅する。
機関からはデータ記録と戦闘から闇の心を生み出す実験を行う任務をあたえられていたが、どういう経緯で機関のメンバーになったのかは不明。
ヴァニタス
声：入野自由 / ハーレイ・ジョエル・オスメント
真機関員ナンバー11。マスター・ゼアノートの弟子。かつてマスター・ゼアノートが弟子だったヴェントゥスから抜き取った心の闇が具現化した存在。『BbS』のラストボスの一人。
『BbS』では精神世界でヴェントゥスとの戦いで相討ちになり、現実世界でアクアに倒され消滅したが、『KH3』ではレプリカに過去のヴァニタスの心が入れられて登場する。
『BbS』の頃と同じくヴェンの心を取り込むことを望んで行動しており、その心を隠しているソラにも興味を抱き、ヴェン共々『兄弟』になぞらえて呼びかけている。これは自分が闇に生きるからソラやヴェンが光として生きられると考えているからで、消滅時に素顔を見せて打ち明けていた。当の2人からはそれでよかったのかと問われてもその生き方に悔いは無いと言うように消えていった。
しかしReMINDでは実は昔からヴェントゥスの中に潜んでいただけで、元々全く別の存在だという事実が明かされている。
ヤング・ゼアノート
声：奥田隆仁 / ベン・ディスキン
真機関員ナンバー12。 デスティニーアイランドから旅発つ直前の、一番過去の時代のゼアノート。『3D』の実質的なラストボス、および『DR』の主人公。
『3D』ではソラを13番目の『器』とするべく眠りの深淵へと誘導する一方、（その邪魔を無意識にしていた）リクを排除しようと行動していた。『KH3』では強い心の絆を分断することによって強大な闇を生み出せるかという実験をする任務についていた。
未来に向けて時間移動する道中で、分離融合した自分の心を集めてきており、過去からきているメンバー（ゼムナス、アンセム、ヴァニタス、テラ＝ゼアノート、リク＝レプリカ、シオン）の心は彼が連れてきた。『KH3』では本来の彼自身は既に元の時間に帰っているが、『3D』の時のヤング・ゼアノートの心がレプリカの体を得て真機関の一員として行動している。キーブレードは引き続きマスター・ゼアノートから借りた同一の物を使っており、最終決戦ではアンセムとゼムナスと組んで戦いを挑んでくる。多くのメンバーがソラ達と和解するように消滅していく中、彼はソラが「目覚めの力」を無理矢理違う方へ使ったことの代償としていずれこの世界から消えると、エンディング時のソラのいく末を暗示する不吉な言葉を残して現在の時間においては消滅。過去の時間の彼は歴史通り外の世界へ旅立っていった。
ReMINDのマスター・ゼアノートの回想では、マスター承認試験の前日にマスター・オブ・マスターと思しき黒コートの人物と会話しており、世界はどうだったと聞かれ、「悪い意味で自分の存在意義を感じた」と答えていたが、更に闇に覆われた世界をどうしたいのかを問われていた。
シオン
真機関員ナンバー13で、旧機関のナンバー14。欠落した13番目の闇の器を埋めるために、ゼアノートの命令を受けたヴィクセンによって再製造されたレプリカに旧機関に加入してばかりで自我に乏しかった頃のシオンの心が入れられている。そのためロクサスやアクセルの記憶はほとんど無い。
最終決戦時はサイクスと共にアクセル、カイリと交戦。途中、アクセルを旧機関時代の裏切り者であるから指導者である自分が処分すると宣言してゼムナスが乱入。アクセルにトドメをさそうとしたのを止めたことで、ゼムナスから親友の始末を命じられたが、ソラ（とロクサスの心）の呼びかけで激しく混乱し、ソラからシオンの心が移ったことでシオン自身の存在と記憶、アクセル達から失われていた記憶も復活し、光側に寝返る。戦いの後はロクサス達と嘗てのようにトワイライトタウンの時計台で過ごしており、作中で初めて私服姿を見せた。
13番目の闇の器として、ゼアノートは最初はリクにするつもりであったが、心に闇の耐性を備えたために断念。次にロクサスが候補となったが、余計な自我を持って元の存在のソラへとかえってしまったため、ソラを機関に迎えようと『3D』で真機関は暗躍していたがそれも失敗した。そのため、シオンが真機関に入るのは消去法に近いものがあったらしく、真機関で唯一シオンは心が闇に染まった特徴である金眼ではない。『Days』での消滅時に彼女と関わりある人物全ての記憶から消えたが、ヴィクセンの研究資料からサイクスがその名を発見し、ソラに深く関わりある者して真機関に選定した。

### 補欠メンバー
ヴィクセン
旧機関のナンバー4。『3D』で人間として復活したが意識が安定せず寝込んでいただけであったが、『KH3』ではサイクスによって機関に誘われ、自らの意志で再びノーバディとなった。
元々賢者アンセムが研究の中止を命じたから、思う存分自分のやりたい研究をさせてくれるゼムナス、ゼアノートに賛同していたと語り、自分の研究成果がどう利用されるかについては興味がないと放言していた。
それは事実ではあったが、人として復活した時点で「人々に役立てたいと思って研究をするもの」という初心を思い出し、その感情を見失っていたと後悔しており、償いの為にひそかにサイクスと協力して賢者アンセムを救出したり、機関に隠れてロクサスを筆頭に彼らの心をおさめる『器』となるレプリカの製造を秘密裏に行っていた。戦いの後は人間に戻り、科学者としてナミネの復活やソラの捜索に尽力している。
デミックス
旧機関のナンバー9。補欠として選ばれたためか、『KH2』や『Days』の頃以上にやる気がない面がみられ、機関からもなんの任務も与えられていないらしい。ラクシーヌには「鍋を器にした方がマシ」とすら言われていた。
そんな彼がなぜノーバディとなり機関メンバーになったのかは不明だが、本人は「うまいこと言われてごまかされた気がする」と思っていた。後にヴィクセンに協力を持ちかけられ、最初は渋っていたが言いくるめられ、賢者アンセムとロクサス用のレプリカをレイディアントガーデンに送り届けた。更にReMINDでは、キーブレード墓場からもリク＝レプリカだったレプリカをレイディアントガーデンに送り届けていた事が明かされた。言いくるめられてからは逆に乗り気になっており、その役目を「俺向き」と言っていた。

## 備考
- 「XIII機関」という名称は『KHFM』のシークレットムービー「Another Side, Another Story 【deep dive】」に登場したのが初出だが、英字では「The Thirteenth Order」となっていたため、英語圏のウェブサイトでは長らくこの名前で流通していた。
- 『COM』は対応ハードがGBAのため、登場する機関メンバーにはバトル時の3〜4つの掛け声しかなかった。マールーシャ、ヴィクセン、レクセウス、ラクシーヌの4名の声は海外版を含めスクウェア・エニックスの社員（神藤辰也、片山理恵子の2名）が担当し、ゼクシオンはバトルそのものがなかったが、そんな中アクセルだけはプロの声優である藤原啓治が担当している。PS2版リメイク『Re:COM』では、これらのメンバーにも声優が声をあてている。
- 英語音声版に追加要素を加えた『KH2FM』における、『COM』登場メンバーとのバトルでの声は『Re:COM』で声をあてた日本語版のキャストが担当している。これは『Re:COM』は日本語版のみ先行して制作され、当時海外版は制作されていなかったためであり、バトル中の台詞はかけ声や笑い声のみとなっている。しかし、PS3でリメイクされたHD 2.5 リミックス版の『KH2FM』では海外版のキャストがそれぞれ吹き替えている。